# 九州ご当地グルメコンテスト
九州ご当地グルメコンテスト（きゅうしゅうごとうちグルメコンテスト）は、同実行委員会が主催する九州地方におけるご当地グルメの人気を競う競技会である。

## 概要
九州のご当地グルメの頂点を競い合うことで、ご当地グルメを通じて、九州を活性化することを目的としたイベントで、九州各県のご当地グルメが一堂に会し、審査委員（来場者）の投票で順位を決定する。

## 歴代優勝
| 回数 | 開催日程             | 開催地       | 優勝賞品名         | 優勝地域                     |
| ---- | -------------------- | ------------ | ------------------ | ---------------------------- |
| 1    | 2009年7月25日～26日  | 長崎県雲仙市 | あか牛阿蘇バーガー | 熊本県阿蘇市                 |
| 2    | 2010年4月17日～18日  | 福岡県福岡市 | 対馬とんちゃん     | 長崎県対馬市（旧：上対馬町） |
| 3    | 2011年10月15日～16日 | 熊本県阿蘇市 |                    |                              |
|      | 2017年8月19日        | 宮崎県宮崎市 | 高原町BeBuソフト   | 宮崎県西諸県郡高原町         |